# Bedburg-Hau
Die Gemeinde Bedburg-Hau liegt am unteren Niederrhein im Nordwesten von Nordrhein-Westfalen und ist eine kreisangehörige Gemeinde des Kreises Kleve im Regierungsbezirk Düsseldorf. Sie ist Mitglied der Euregio Rhein-Waal.

## Geografie

### Gemeindegliederung
Die Gemeinde Bedburg-Hau gliedert sich in die sieben Ortschaften
- Hasselt

Hasselt ist unter anderem berühmt für die große Wandmalerei an der Altarwand der katholischen Dorfkirche, welche ein sehr realistisches Bild des Gekreuzigten Jesus Christus zeigt. Sehenswert ist auch der Herrensitz Haus Rosendal aus dem 15. Jahrhundert. Das Haus ging aus einem um 1433 erbauten steinernen Bergfried hervor. Der letzte Umbau an dem Haus erfolgte 1797
- Hau

Hau ist mit ca. 6000 Einwohnern der größte Ortsteil der Gemeinde. Der Ortsname ist hergeleitet aus dem Begriff Abhauen oder „Op den Hau“, womit auf die Gründung des Ortes nach Rodungen hingewiesen wird.
- Huisberden
- Louisendorf
- Qualburg
- Schneppenbaum
- Till-Moyland

### Nachbargemeinden
Die Gemeinde Bedburg-Hau grenzt im Westen und Norden an die Stadt Kleve, im Osten an die Stadt Kalkar und im Süden an die Stadt Goch und die Gemeinde Uedem.

## Geschichte
Ihren Namen verdankt die Gemeinde der Entstehung der Rheinischen Kliniken Bedburg-Hau im Jahre 1908. Auch der für die Kliniken erbaute Bahnhof erhielt den Namen Bedburg-Hau. Hau war die größte Gemeinde des damaligen Amtes Till, Bedburg war die größte Pfarrgemeinde, rund um das mittelalterliche Marienstift Bedburg.
Im nahegelegenen Klever Reichswald und im Umfeld des heutigen Bedburg-Hau fand im Februar 1945 die sogenannte Schlacht im Reichswald statt.

### Gebietsreform
Bedburg-Hau entstand in der heutigen Form am 1. Juli 1969 beim ersten kommunalen Neugliederungsprogramm in Nordrhein-Westfalen. Die Gemeinden Hau, Louisendorf, Schneppenbaum und Till-Moyland des Amtes Till sowie die Gemeinde Huisberden des Amtes Griethausen wurden zur neuen Gemeinde Bedburg-Hau zusammengeschlossen.
Am 1. Januar 1975 wurde im Zuge des zweiten Neugliederungsprogramms in Nordrhein-Westfalen (§ 12 Niederrhein-Gesetz) der Altkreis Kleve mit dem ehemaligen Kreis Geldern und Teilgebieten der Kreise Moers und Rees zum neuen niederrheinischen Großkreis Kleve zusammengefügt.

### Einwohnerentwicklung
Die folgenden Angaben beziehen sich auf das heutige Gebiet der Gemeinde Bedburg-Hau.
| Jahr      | 1973   | 1980   | 1985   | 1990   | 1995   | 2000   | 2005   | 2010   | 2015   | 2017   | 2019   | 2020   |
| Einwohner | 13.130 | 13.938 | 13.324 | 12.328 | 12.315 | 12.417 | 12.926 | 13.212 | 13.033 | 13.060 | 12.955 | 12.973 |

## Politik

### Gemeinderat
Seit der letzten Kommunalwahl am 13. September 2020 sind im Gemeinderat CDU (49,1 %, 13 Sitze), SPD (21,7 %, 6 Sitze), Grüne (19,8 %, 5 Sitze) und FDP (9,4 %, 2 Sitze) vertreten. Die Wahlbeteiligung lag bei 59,55 %.

### Bürgermeister
Zum Bürgermeister der Gemeinde Bedburg-Hau gewählt wurde 2020 in der Stichwahl Stephan Reinders (CDU) als Nachfolger von Peter Driessen (parteilos).

### Wappen
| Wappen der Gemeinde Bedburg-Hau | Blasonierung: „Geteilt; oben in Blau ein schwebendes goldenes (gelbes) Antoniuskreuz; unten in Gold (Gelb) eine fünfschenklige rote Lilienhaspel, belegt mit einem silbernen (weißen) Mühlstein.“ |
| Wappen der Gemeinde Bedburg-Hau | Wappenbegründung: Das von Walther Bergmann entworfene Wappen wurde am 13. März 1975 vom Regierungspräsidenten in Düsseldorf verliehen. Es kombiniert Motive der alten Wappen des Amtes Till. Das Antoniuskreuz weist auf einen heiligen Einsiedler hin, dem in Hau eine Kapelle geweiht war. Der Mühlstein entstammt dem Amtswappen von Till, welches auf ein altes Gerichtssiegel zurückgeht. |

### Banner
|  | 00Banner: „Blau-Gelb im Verhältnis 1 : 1 quergestreift; oben in Blau ein schwebendes gelbes Antoniuskreuz, unten in Gelb eine fünfschenklige rote Lilienhaspel, belegt mit einem weißen Mühlstein.“ |

### Wappen der Ortsteile

Wappen des Ortsteils Hasselt
Wappen der ehem. Gemeinde Hau
Wappen der ehem. Gemeinde Huisberden
Wappen der ehem. Gemeinde Louisendorf
Wappen des Ortsteils Qualburg
Wappen der ehem. Gemeinde Schneppenbaum
Wappen der ehem. Gemeinde Till-Moyland
Wappen des ehem. Amtes Till

## Kultur und Sehenswürdigkeiten

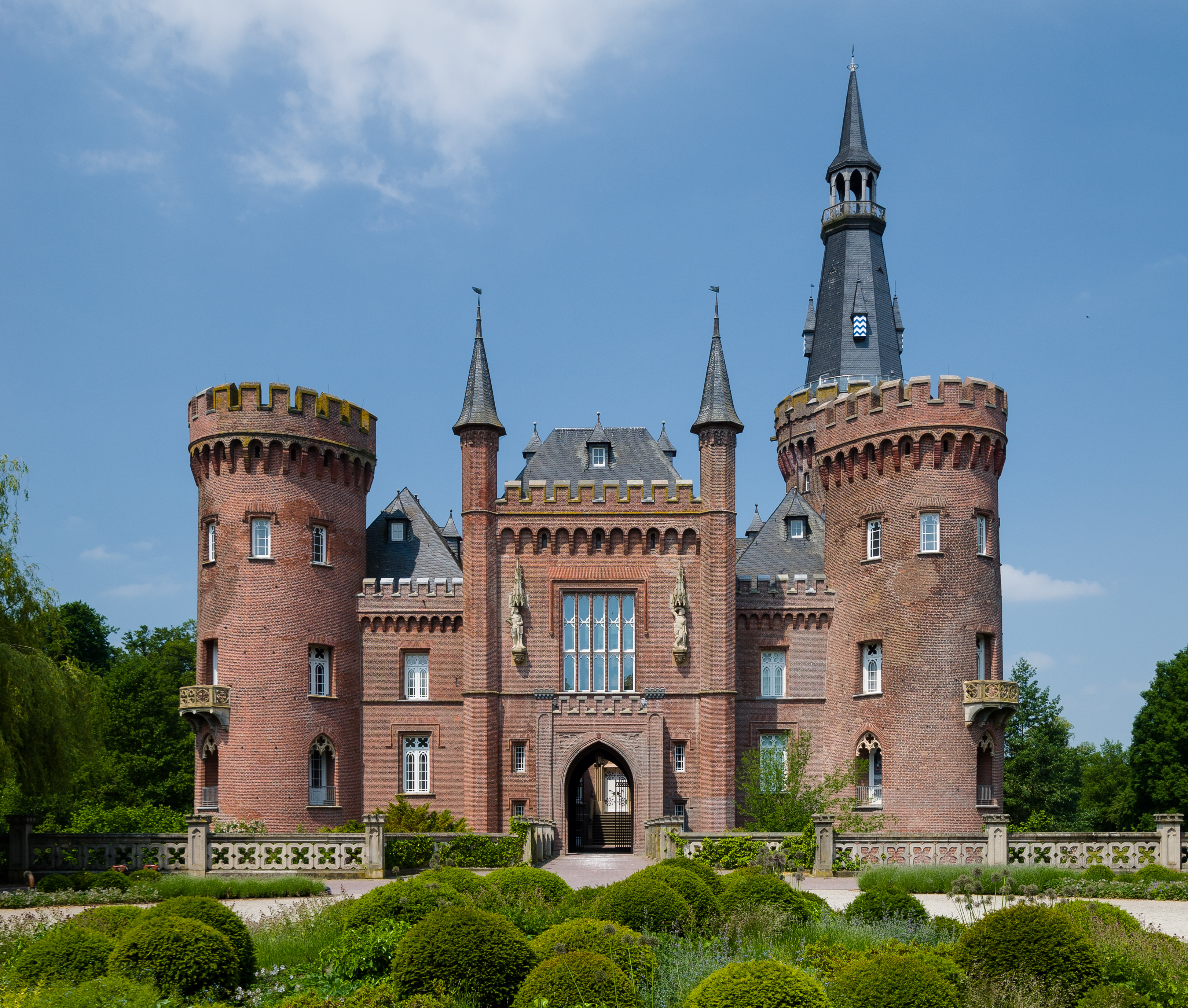
Schloss Moyland

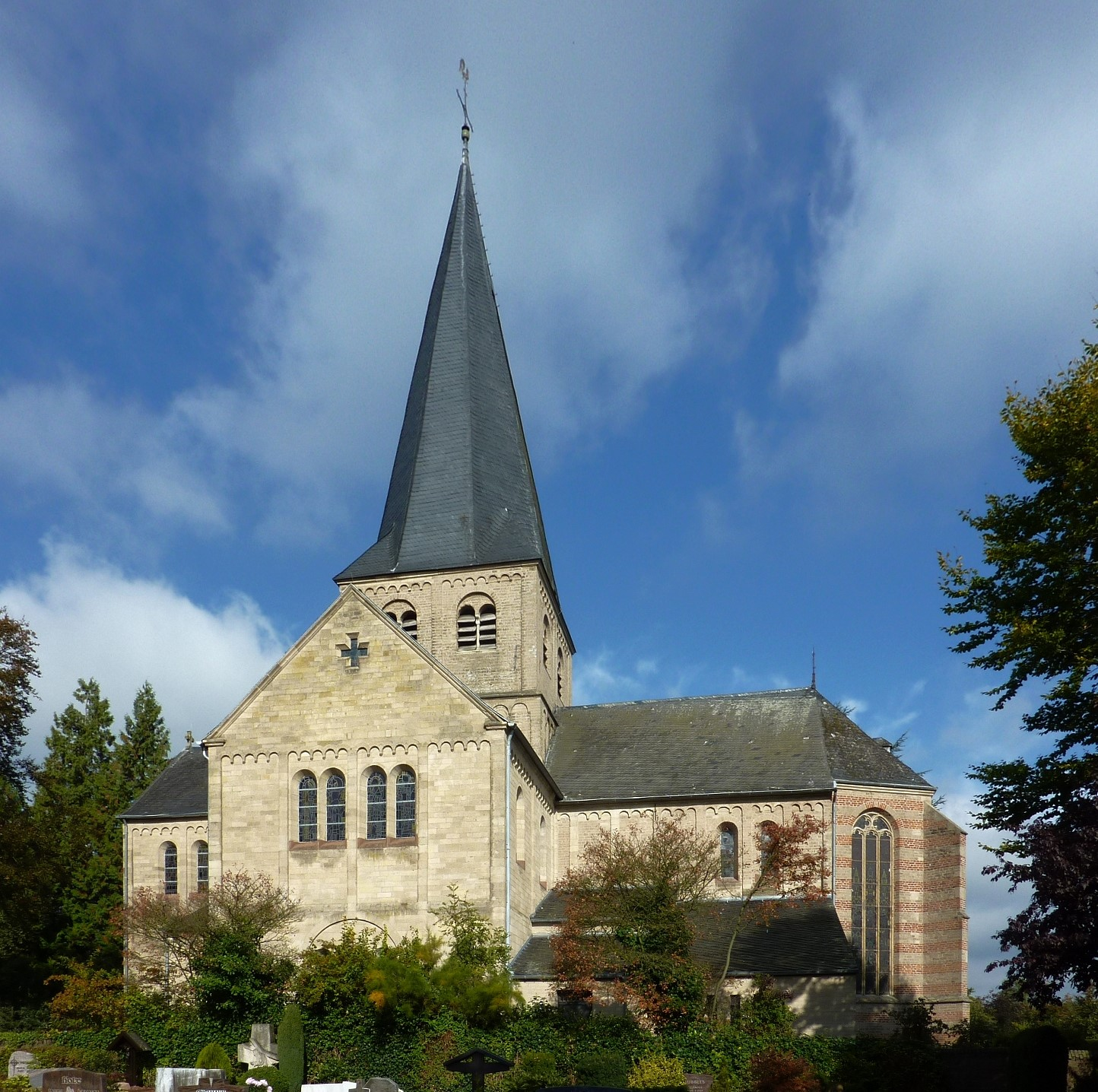
Romanische Kirche St. Markus

1997 eröffnete das Museum Schloss Moyland. Hier ist gegenwärtig der weltweit größte Bestand an Werken und Archivalien von und zu Joseph Beuys untergebracht. Daneben werden den Besuchern zahlreiche Kunstobjekte des 19. und 20. Jahrhunderts zugänglich gemacht. Alle Werke stammen aus der Sammlung der Gebrüder Hans und Franz Joseph van der Grinten.
In Berg und Tal im Ortsteil Hau befindet sich das Grabmal des Moritz von Nassau, das er selbst im Jahre 1678 neben seinem Wohnhaus errichten ließ. Er wurde nach seinem Tod 1679 allerdings nur vorübergehend dort beigesetzt, bevor sein Leichnam ein Jahr später in die Familiengruft nach Siegen überführt wurde. Das Grabmal besteht aus der gusseisernen, reichverzierten Tumba und viertelkreisförmigen Mauern, in die antike römische Kunstwerke eingearbeitet wurden, die man 1820 in das neu gegründete Landesmuseum nach Bonn brachte und durch Kopien ersetzte. Das Grabmal wurde mehrfach beschädigt und restauriert.
Die Pfarrkirche St. Markus in Schneppenbaum ist die ehemalige Klosterkirche des Prämonstratenserinnenstiftes Bedbur(g). Von der romanischen kreuzförmigen Kirche aus dem 12. Jahrhundert sind der Turm und das Ostschiff mit dem jüngeren gotischen Chorabschluss im Original erhalten. Die übrigen Gebäudeteile waren Ende des 18. Jahrhunderts abgebrochen worden und wurden von 1900 bis 1902 neuromanisch wiederhergestellt.
Denkmalgeschützte Gebäude sind die Alte katholische Pfarrkirche St. Antonius Abbas und das Haus Rosendal. Die Kirche St. Antonius wurde 1988 geweiht.

## Wirtschaft
Die LVR-Klinik Bedburg-Hau gehört zu den größten Kliniken in Nordrhein-Westfalen und behandelt psychische und neurologische Krankheiten.

### Verkehr
Der Bahnhof Bedburg-Hau liegt an der linksniederrheinischen Strecke. Er wird montags bis freitags alle 30 Minuten, an Wochenenden und Feiertagen im Stundentakt vom RE 10 Niers-Express Kleve–Düsseldorf über Krefeld bedient. Durchgeführt wird der Schienenpersonennahverkehr von der RheinRuhrBahn, die Dieseltriebwagen vom Typ LINT 41 in Einzel- bis Dreifachtraktion einsetzt.
Im Kommunalen Personennahverkehr verkehren eine Reihe von Buslinien zur Erschließung der Region und des Stadtgebiets. Für den gesamten öffentlichen Personennahverkehr gilt der regionale Tarif des Verkehrsverbundes Rhein-Ruhr (VRR) und der NRW-Tarif.
Bedburg-Hau ist über die Bundesstraße 9 an die Bundesautobahn 57 (E 31) angebunden.
Die nächstgelegenen Flughäfen sind der Flughafen Niederrhein in Weeze und der Flughafen Düsseldorf.

### Bildung
- Gemeinschaftsgrundschule St. Markus Bedburg-Hau (Standorte in Schneppenbaum und Hasselt (ehem. St. Stephanus Grundschule Hasselt))
- Katholische Bekenntnisgrundschule St. Antonius Hau
- Dietrich-Bonhoeffer-Schule, Rhein. Schule für Körperbehinderte
- Krankenpflegeschule des LVR
- Fachschule des LVR für Heilerziehungspflege

## Söhne und Töchter der Gemeinde
- Felix von der Mosel (1822–1902), Jurist, Oberregierungsrat, geboren auf Gut Rosendal
- Johannes Maria Verweyen (1883–1945), Philosoph
- Jakob Imig (1905–1994), Mundartdichter und Heimatforscher
- Johann van Aken (1915–1988), Politiker, Mitglied des Landtags von Nordrhein-Westfalen, geboren in Hasselt
- Josef van Eimern (1921–2008), Forst- und Agrarmeteorologe
- Margot Potthoff (* 1934), Schriftstellerin
- Willi Lippens (* 1945), Fußballspieler
- Werner Deutsch (1947–2010), Professor für Psychologie, Psychodramatiker und ausgebildeter Tenor
- Ulrich Bister (1948–2008), Theologe, Kirchenhistoriker, Pädagoge
- Wolfgang Hagen (1950–2022), Medienwissenschaftler und Moderator